# Sciapus castus
Sciapus castus är en tvåvingeart som först beskrevs av Friedrich Hermann Loew 1866.  Sciapus castus ingår i släktet Sciapus och familjen styltflugor.
Artens utbredningsområde är Kuba. Inga underarter finns listade i Catalogue of Life.